# Октетерис
Октетерис, октетерида (греч. οκταετηρίδα) — период времени, равный 8 солнечным годам, в конце которого фаза Луны будет повторяться в те же дни года (плюс один-два дня).
Данный период также близок к пяти синодическим периодам Венеры и тринадцати сидерическим периодам обращения Венеры вокруг Солнца. Таким образом, если Венера была видна за Луной, спустя восемь лет Луна и Венера снова будут близко на небе примерно в тот же день календаря.
| Астрономический период     | Количество периодов в октетерисе | Продолжительность (сут.) |
| Тропический год            | 8                                | 2921,93754               |
| Синодический месяц         | 99                               | 2923,528230              |
| Сидерический месяц         | 107                              | 2923,417787              |
| Синодический период Венеры | 5                                | 2919,6                   |
| Сидерический период Венеры | 13                               | 2921,07595               |

Октетерис упоминался Клеостратом Тенедосским как цикл из  2923,5 дней. Восьмилетний лунно-солнечный цикл, вероятно, был известен во многих античных культурах. 